# جورج وارتون إدواردز
جورج وارتون إدواردز (بالإنجليزية: George Wharton Edwards)‏ هو رسام أمريكي، ولد في 1 مارس 1859 في Fair Haven, New Haven ‏ في الولايات المتحدة، وتوفي في 18 يناير 1950 في غرينيتش في الولايات المتحدة.

## معرض صور

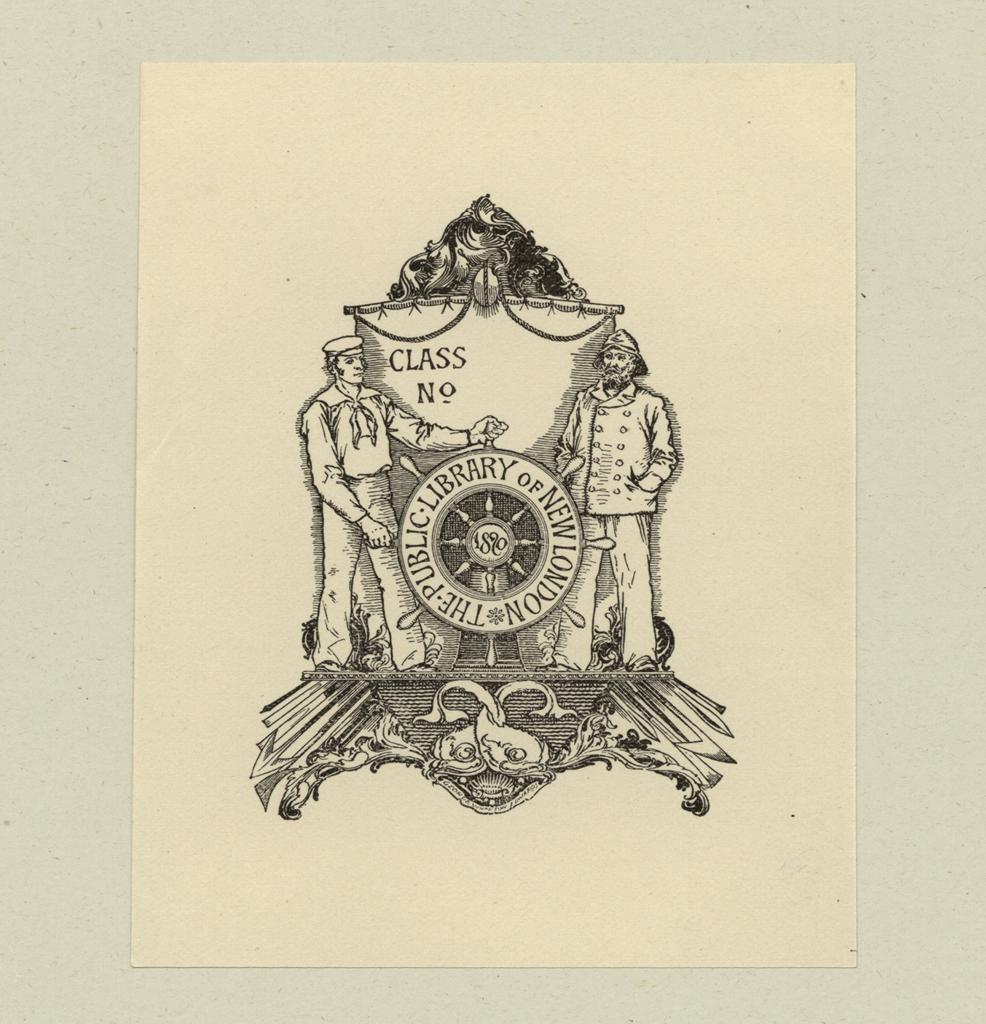
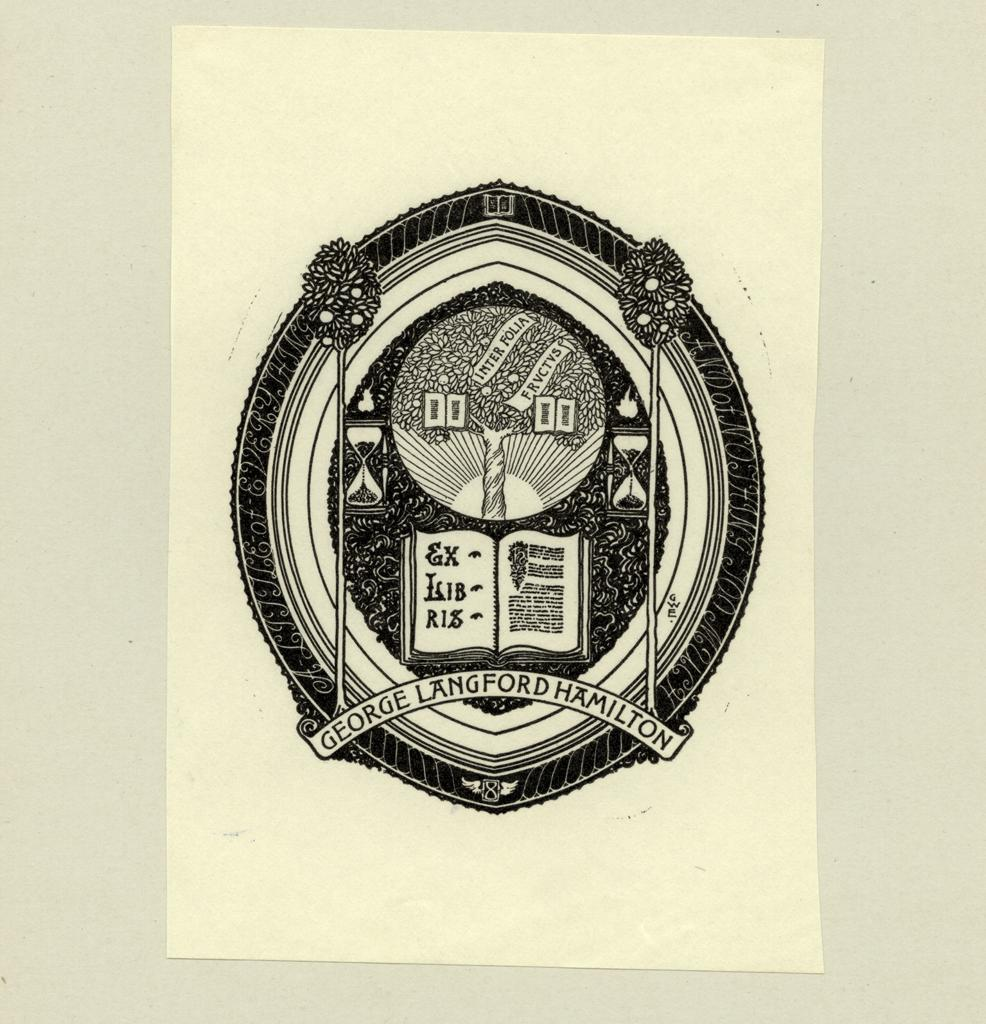
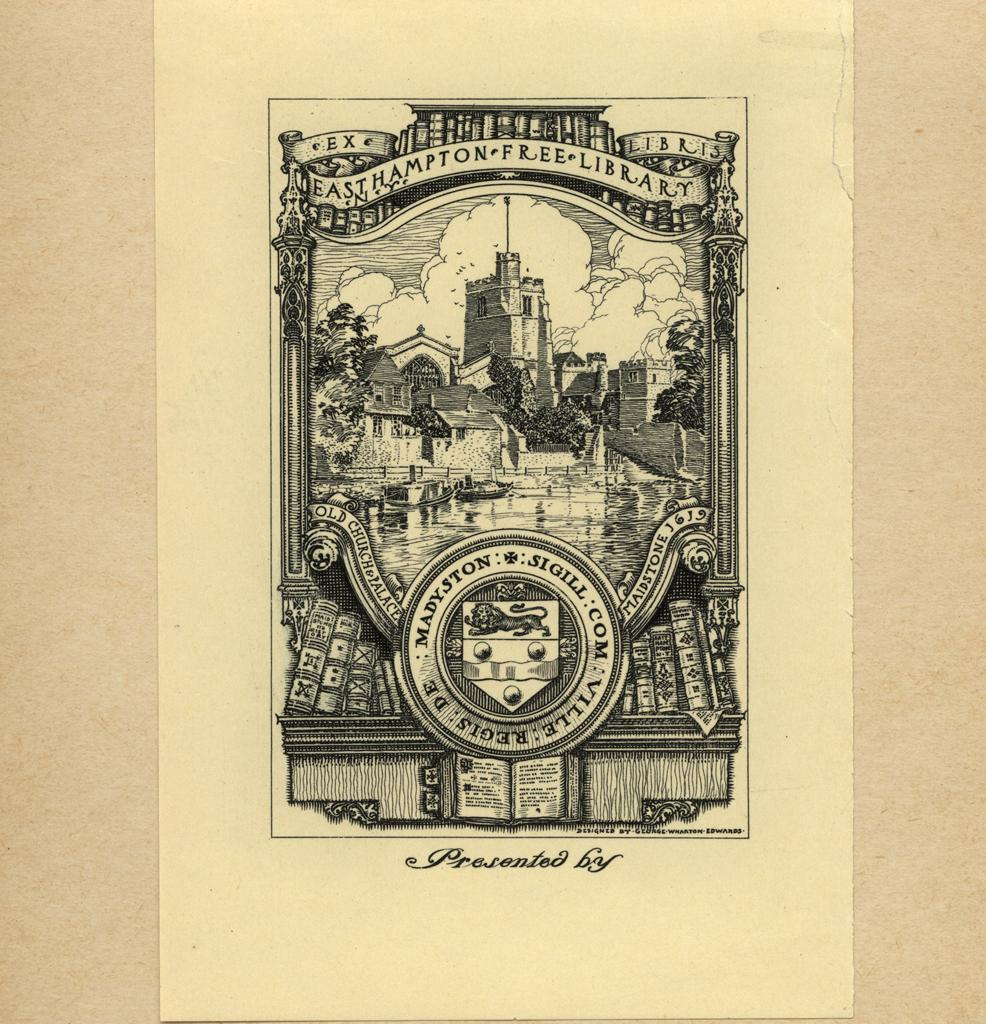
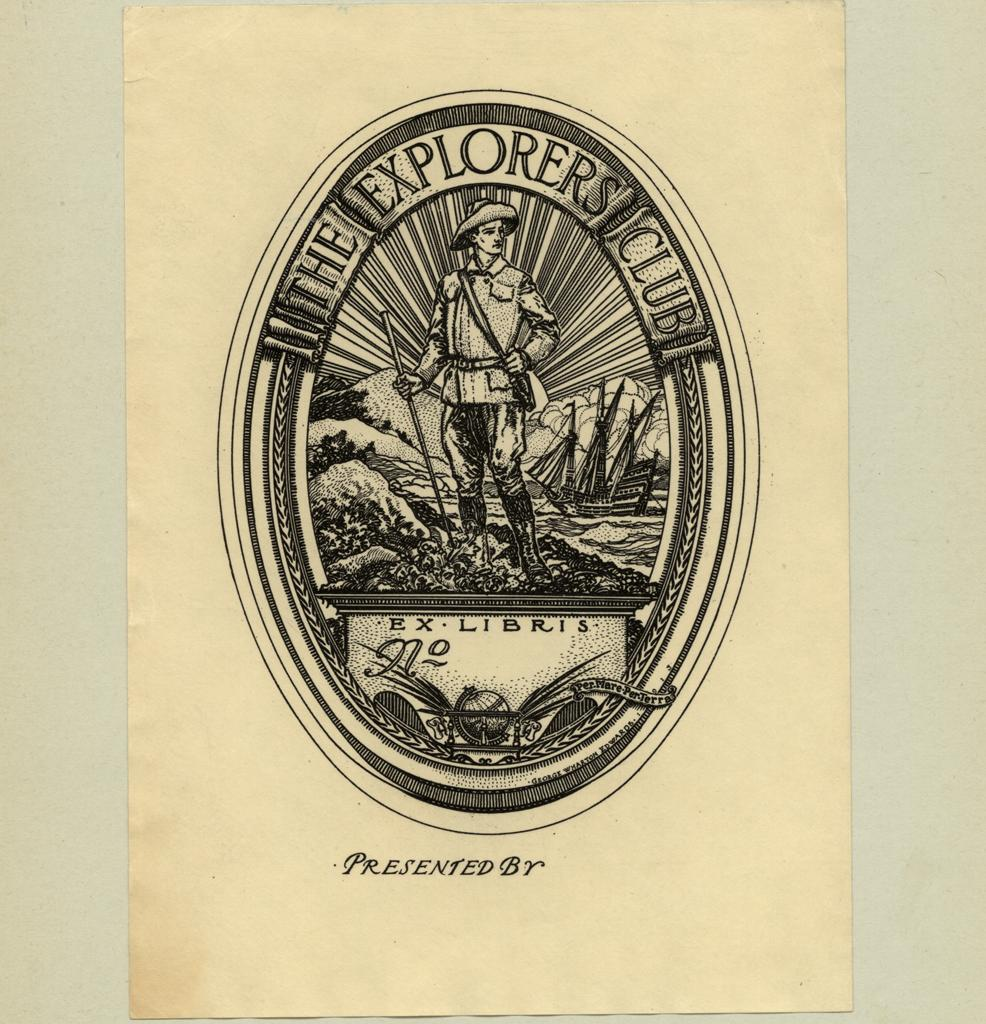